# Farhad Safinia
Farhad Safinia, noto anche con lo pseudonimo di P. B. Shemran (in persiano فرهاد صفی‌نیا‎, Farhād Safīnīyā; Teheran, 3 maggio 1975), è un regista, sceneggiatore e produttore cinematografico iraniano, conosciuto per il suo lavoro nel film Apocalypto e nella serie televisiva Boss.

## Biografia
Nato in Iran, all'età di quattro anni si trasferisce con la famiglia a Parigi, e successivamente a Londra. Studia dapprima alla Charterhouse, successivamente al King's College di Cambridge dove studia economia. Durante il periodo in cui era alla King, dirige e recita in una serie di produzioni teatrali per la Cambridge University Amateur Dramatic Club e altre compagnie teatrali. Dopo la laurea si trasferisce a New York dove studia cinematografia presso la New School e la Tisch School of the Arts.
Nell'estate del 2007 sposa l'attrice Laura Regan.

## Carriera
Apocalypto, di cui è stato co-sceneggiatore e co-produttore insieme a Mel Gibson è il suo primo lavoro su un lungometraggio. Safinia incontra Mel Gibson due anni prima mentre lavorava come suo assistente durante la post-produzione e la promozione del film La passione di Cristo. È anche il creatore, scrittore e produttore della serie TV Boss.

## Filmografia

### Sceneggiatore
- Apocalypto, regia di Mel Gibson (2006)
- Boss - serie TV, 12 episodi (2011-2012)
- Il professore e il pazzo (The Professor and the Madman), regia di Farhad Safinia (2019)

### Regista
- Il professore e il pazzo (The Professor and the Madman) (2019)

### Produttore
- Selvaggi (Complete Savages) - serie TV, 13 episodi (2004-2005) - organico della produzione
- Apocalypto, regia di Mel Gibson (2006)
- Boss - serie TV, 12 episodi (2011-2012)